# Kozie Górki (Rudawy Janowickie)
Kozie Górki (niem. Galgen Berg, 645 m n.p.m.) – szczyt w południowo-zachodniej Polsce, w Sudetach Zachodnich, w Rudawach Janowickich.

## Położenie i opis
Kozie Górki leżą na zakończeniu bocznego ramienia, odchodzącego od masywu Wielkiej Kopy ku południowi. Położone są na północ od Pisarzowic.

## Budowa geologiczna
Masyw Kozich Górek zbudowany jest ze skał osadowych zachodniego skrzydła niecki śródsudeckiej. Są to dolnokarbońskie zlepieńce, piaskowce i piaskowce szarogłazowe.

## Roślinność
Wzniesienie w górnej części porośnięte lasami. Niższe partie zboczy pokrywają łąki i pastwiska, a podnóża pola orne.

## Ochrona przyrody
Kozie Górki znajdują się na obszarze Rudawskiego Parku Krajobrazowego. Na wschód od nich biegnie granica Parku.